# Чистий прибуток
Чистий прибуток — частина балансового прибутку підприємства, що залишається в його розпорядженні після сплати податків, зборів, відрахувань і інших обов'язкових платежів до бюджету. 
Чистий прибуток може бути розподілений між власниками звичайних акцій як дивіденди або залишитися у розпорядженні фірмою як додаток до нерозподіленого прибутку.
Якщо чистий прибуток залишається у розпорядженні фірмою, він використовується для збільшення оборотних коштів підприємства, формування фондів і резервів, і реінвестицій у виробництво.
Прибу́ток (англ. profit) — різниця, на яку доходи перевищують пов'язані з ними витрати.
Чи́стий дохі́д (англ. net income) — це дохід від реалізації товарів (робіт, послуг), розрахований без урахування акцизного податку, мита, податку на додану вартість, інших непрямих податків та зборів.
Чистий прибуток є фінансовим показником, який є джерелом покриття подальших витрат підприємства (поточних і довгострокових зобов'язань).
Для домогосподарств і фізичних осіб чистий дохід розраховується як (валовий) дохід мінус податки та інші відрахування (наприклад, обов’язкові пенсійні внески).

## Розрахунок чистого доходу підприємства
Чистий прибуток розраховується таким чином:
Валовий виторг - Податки =  Чистий дохід
Категорія чистий дохід зустрічається у фінансовій звітності підприємства, зокрема у формі 2 "Звіт про фінансові результати товариства"

## Розрахунок чистого прибутку
Чистий прибуток: щоб обчислити чистий прибуток підприємства (наприклад, компанії, підрозділу або проєкту), відніміть усі витрати, включаючи справедливу частку загальних корпоративних накладних витрат, із валового доходу або обороту. 
Чистий прибуток = виручка від реалізації − сукупні витрати
Чистий прибуток - це показник фундаментальної прибутковості підприємства. "Це доходи від діяльності за вирахуванням витрат на діяльність. Основна складність полягає в тому, що ... коли потрібно розподіляти" між підприємствами. "Майже за визначенням, накладні витрати - це витрати, які не можуть бути безпосередньо пов'язані з будь-яким конкретним" проєктом, продуктом або підрозділом. "Класичним прикладом можуть бути витрати на утримання штаб-квартири". "Хоча теоретично можливо розрахувати прибуток для будь-якого підрозділу (підприємства), такого як продукт або регіон, часто розрахунки ставлять під сумнів необхідність розподілу накладних витрат". Оскільки накладні витрати, як правило, не мають чіткої структури, їх розподіл між підприємствами не є точною наукою.